# Mottmätare
Mottmätare (Pachycnemia hippocastanaria) är en fjärilsart som beskrevs av Jacob Hübner 1799. Mottmätare ingår i släktet Pachycnemia och familjen mätare. Enligt den svenska rödlistan är arten starkt hotad i Sverige. Arten förekommer på Gotland, Götaland och Svealand. Artens livsmiljö är havsstränder, jordbrukslandskap. Inga underarter finns listade i Catalogue of Life.

## Bildgalleri

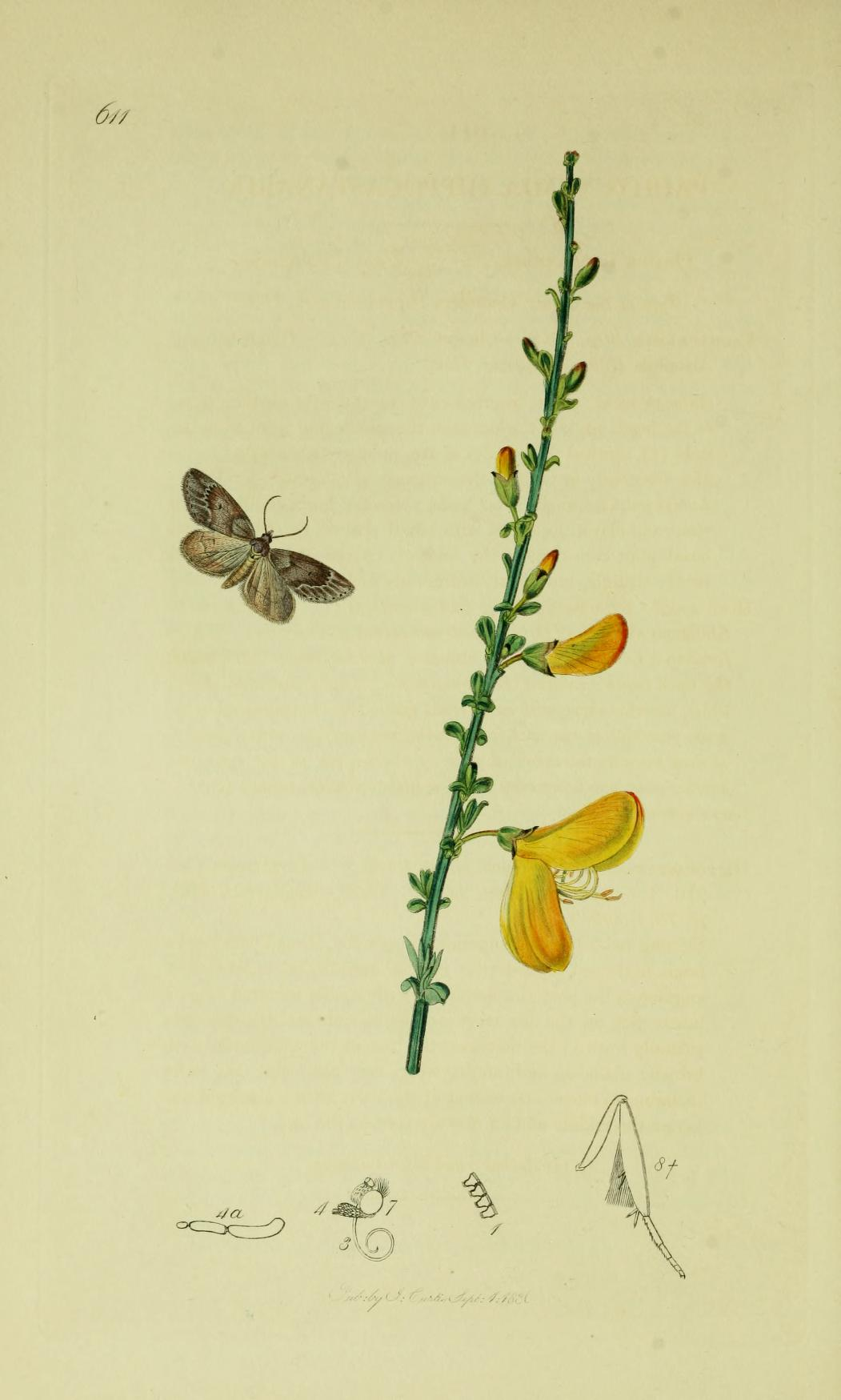
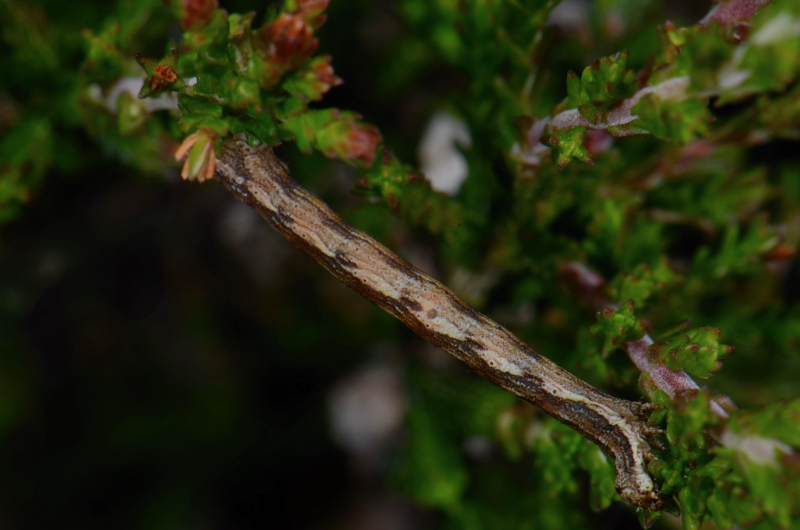